# Ekstraliga na żużlu (2006)
Ekstraliga żużlowa 2006 – siódmy, od czasu uruchomienia Ekstraligi i 59. w historii, sezon rozgrywek najwyższego szczebla o drużynowe mistrzostwo Polski na żużlu. Tytułu mistrza Polski z sezonu 2005 broniła drużyna Unii Tarnów.
Rozgrywki Ekstraligi rozpoczęły się 9 kwietnia 2006 a zakończyły 24 września. W lidze wystąpiło 8 zespołów, które w rundzie zasadniczej rozegrały 14 kolejek po 4 spotkania (łącznie 56 spotkań). Następnie na podstawie tabeli dokonano podziału na grupę mistrzowską (pierwsze cztery zespoły z tabeli) i spadkową. W każdej grupie rozegrano 6 kolejek po 2 spotkania (łącznie 24 spotkań).
Za zwycięstwo w meczu drużyna dostała 2 punkty, za remis 1, a za porażkę 0. Dodatkowo za zwycięstwo w dwumeczu drużyna otrzymała 1 punkt bonusowy (w przypadku remisu w dwumeczu punktu nie przyznano). Do rundy finałowej drużyny przystąpiły z zaliczeniem punktów zdobytych w rundzie zasadniczej. W rundzie finałowej obowiązywała ta sama zasada punktacji.
Mistrz Polski został uprawiony do startu w Klubowym Pucharze Europy (KPE).
Drużyna z 8 miejsca spadła do I ligi, 7 stoczy baraż z wicemistrzem I ligi o utrzymanie. Przy ustalaniu składu Ekstraligi żużlowej w przyszłym sezonie należy pamiętać, że podobnie jak w piłkarskiej I lidze obowiązuje przyznawanie licencji na grę w Ekstraklasie.
Rozgrywki prowadziła (po raz ostatni) Główna Komisja Sportu Żużlowego (GKSŻ) w imieniu Polskiego Związku Motorowego (PZM).

## Zespoły
- Budlex Polonia Bydgoszcz
- Złomrex Włókniarz Częstochowa
- Unia Leszno
- RKM Rybnik – beniaminek
- Marma Polskie Folie Rzeszów – beniaminek
- Unia Tarnów ŻSSA
- Adriana Toruń
- Atlas Wrocław

Licencji na sezon 2006 nie otrzymało Wybrzeże Gdańsk, które obroniło się przed spadkiem w barażach z KM Intar/Dartom Ostrów Wielkopolski. Drużyna z Gdańska ostatecznie została rozwiązana (z powodów finansowych) i nie przystąpiła także do rozgrywek I ligi. Nowy klub GKŻ Lotos Gdańsk w sezonie 2006 brał udział w rozgrywkach II ligi.
W obliczu niepełnego składu Ekstraligi, GKSŻ w styczniu podjęła decyzję o przyłączeniu klubu z I ligi. ZKŻ Zielona Góra i KM Ostrów zrezygnowały z ubiegania się o „awans” i ostatecznie skład ligi uzupełnił RKM Rybnik. Drużyna ta jednak miała już zbudowany skład na I ligę (w drużynie brak zawodników z Grand Prix i od samego początku rybnicki klub był skazywany na porażkę.

## Runda zasadnicza

### Wyniki
| → GOŚCIE → ↓ GOSPODARZE ↓     | Wrocław | Częstochowa | Bydgoszcz | Tarnów | Leszno | Rzeszów | Toruń | Rybnik |
| Atlas Wrocław                 | ×       | 53:37       | 53:37     | 61:29  | 53:37  | 48:42   | 48:42 | 65:25  |
| Złomrex Włókniarz Częstochowa | 42:48   | ×           | 56:34     | 54:36  | 51:39  | 49:41   | 56:34 | 55:35  |
| Budlex Polonia Bydgoszcz      | 48:42   | 45:45       | ×         | 44:46  | 60:30  | 46:41   | 54:36 | 70:20  |
| Unia Tarnów                   | 50:40   | 55:35       | 47:43     | ×      | 51:39  | 53:37   | 47:42 | 48:42  |
| Unia Leszno                   | 40:50   | 40:50       | 49:41     | 43:41  | ×      | 57:33   | 50:40 | 62:28  |
| Marma Polskie Folie Rzeszów   | 44:46   | 47:43       | 47:42     | 71:18  | 46:44  | ×       | 47:43 | 59:31  |
| Adriana Toruń                 | 46:44   | 49:41       | 44:45     | 57:33  | 45:45  | 59:31   | ×     | 63:27  |
| RKM Rybnik                    | 32:57   | 43:47       | 40:48     | 48:42  | 34:55  | 43:47   | 39:51 | ×      |

### Tabela
| Poz. | Drużyna                       | M  | Z  | R | P  | B | Pkt | +/-  | Kwalifikacja lub spadek |
| ---- | ----------------------------- | -- | -- | - | -- | - | --- | ---- | ----------------------- |
| 1    | Atlas Wrocław                 | 14 | 11 | 0 | 3  | 7 | 29  | +157 | Grupa mistrzowska       |
| 2    | Złomrex-Włókniarz Częstochowa | 14 | 8  | 1 | 5  | 5 | 22  | +58  | Grupa mistrzowska       |
| 3    | Unia Tarnów                   | 14 | 8  | 0 | 6  | 3 | 19  | −60  | Grupa mistrzowska       |
| 4    | Budlex-Polonia Bydgoszcz      | 14 | 7  | 1 | 6  | 3 | 18  | +65  | Grupa mistrzowska       |
| 5    | Unia Leszno                   | 14 | 6  | 1 | 7  | 3 | 16  | +5   | Grupa spadkowa          |
| 6    | Marma Polskie Folie Rzeszów   | 14 | 7  | 0 | 7  | 2 | 16  | +11  | Grupa spadkowa          |
| 7    | Adriana Toruń                 | 14 | 6  | 1 | 7  | 3 | 16  | +46  | Grupa spadkowa          |
| 8    | RKM Rybnik                    | 14 | 1  | 0 | 13 | 0 | 2   | −282 | Grupa spadkowa          |

1. 1 2 3  Punkty w meczach bezpośrednich: Leszno: 5, Rzeszów: 4, Toruń: 3.

### Terminarz
| Data        | Gospodarz                   | Wynik | Gość                      | Uwagi |
| ----------- | --------------------------- | ----- | ------------------------- | --- |
| 9 kwietnia  | Atlas Wrocław               | 53:37 | Budlex Polonia Bydgoszcz  | |
| 9 kwietnia  | Marma Polskie Folie Rzeszów | 47:43 | CKM Włókniarz Częstochowa | |
| 9 kwietnia  | Unia Leszno                 | 43:41 | Unia Tarnów ŻSSA          | 43:47 – sędzia nie zaliczył punktów zdobytych przez J. Golloba i L. Drymla za zbyt wczesne wyprowadzenie motocykli po meczu z parku maszyn |
| 15 kwietnia | RKM Rybnik                  | 39:51 | Adriana Toruń             | z 9 kwietnia – zły stan toru |
| 17 kwietnia | Adriana Toruń               | 46:44 | Atlas Wrocław             | |
| 17 kwietnia | Polonia Bydgoszcz           | 60:30 | Unia Leszno               | |
| 17 kwietnia | Włókniarz Częstochowa       | 55:35 | RKM Rybnik                | |
| 17 kwietnia | Unia Tarnów                 | 53:37 | Marma Rzeszów             | |
| 23 kwietnia | Atlas Wrocław               | 53:37 | Włókniarz Częstochowa     | |
| 23 kwietnia | Polonia Bydgoszcz           | 44:46 | Unia Tarnów               | |
| 23 kwietnia | Marma Rzeszów               | 59:31 | RKM Rybnik                | |
| 23 kwietnia | Unia Leszno                 | 50:40 | Adriana Toruń             | |
| 30 kwietnia | Unia Tarnów                 | 50:40 | Atlas Wrocław             | |
| 30 kwietnia | RKM Rybnik                  | 40:48 | Polonia Bydgoszcz         | 41:48 – GKSŻ odebrała punkty zdobyte przez R. Povazhnego – wykluczenie z zawodów po odmówieniu startu w reprezentacji w IME                |
| 30 kwietnia | Adriana Toruń               | 59:31 | Marma Rzeszów             | |
| 3 maja      | Polonia Bydgoszcz           | 54:36 | Adriana Toruń             | |
| 3 maja      | Unia Tarnów                 | 55:35 | Włókniarz Częstochowa     | |
| 3 maja      | Unia Leszno                 | 57:33 | Marma Rzeszów             | |
| 12 maja     | Atlas Wrocław               | 65:25 | RKM Rybnik                | przełożony z 3 maja – stadion zajęty z uwagi na Grand Prix                                                                                 |
| 13 maja     | Włókniarz Częstochowa       | 51:39 | Unia Leszno               | przełożony z 30 kwietnia |
| 7 maja      | Marma Rzeszów               | 44:46 | Atlas Wrocław             | |
| 7 maja      | Włókniarz Częstochowa       | 54:36 | Polonia Bydgoszcz         | |
| 7 maja      | Adriana Toruń               | 57:33 | Unia Tarnów               | |
| 14 maja     | RKM Rybnik                  | 34:55 | Unia Leszno               | przełożony z 7 maja |
| 21 maja     | Unia Leszno                 | 40:50 | Atlas Wrocław             | |
| 21 maja     | Polonia Bydgoszcz           | 46:41 | Marma Rzeszów             | |
| 21 maja     | Włókniarz Częstochowa       | 56:34 | Adriana Toruń             | |
| 21 maja     | Unia Tarnów                 | 48:42 | RKM Rybnik                | |
| 28 maja     | Atlas Wrocław               | 53:37 | Unia Leszno               | |
| 28 maja     | RKM Rybnik                  | 48:42 | Unia Tarnów               | |
| 28 maja     | Marma Rzeszów               | 47:42 | Polonia Bydgoszcz         | |
| 28 maja     | Adriana Toruń               | 49:41 | Włókniarz Częstochowa     | |
| 15 czerwca  | Polonia Bydgoszcz           | 45:45 | Włókniarz Częstochowa     | |
| 15 czerwca  | Atlas Wrocław               | 48:42 | Marma Rzeszów             | |
| 15 czerwca  | Unia Tarnów                 | 47:42 | Adriana Toruń             | |
| 15 czerwca  | Unia Leszno                 | 62:28 | RKM Rybnik                | |
| 17 czerwca  | Adriana Toruń               | 44:45 | Polonia Bydgoszcz         | awansem z 18 czerwca |
| 18 czerwca  | RKM Rybnik                  | 32:57 | Atlas Wrocław             | |
| 18 czerwca  | Włókniarz Częstochowa       | 54:36 | Unia Tarnów               | |
| 18 czerwca  | Marma Rzeszów               | 46:44 | Unia Leszno               | |
| 25 czerwca  | Polonia Bydgoszcz           | 70:20 | RKM Rybnik                | |
| 25 czerwca  | Atlas Wrocław               | 61:29 | Unia Tarnów               | |
| 25 czerwca  | Marma Rzeszów               | 47:43 | Adriana Toruń             | |
| 25 czerwca  | Unia Leszno                 | 40:50 | Włókniarz Częstochowa     | |
| 2 lipca     | Unia Tarnów                 | 47:43 | Polonia Bydgoszcz         | |
| 2 lipca     | RKM Rybnik                  | 43:47 | Marma Rzeszów             | |
| 2 lipca     | Włókniarz Częstochowa       | 42:48 | Atlas Wrocław             | |
| 7 lipca     | RKM Rybnik                  | 43:47 | Włókniarz Częstochowa     | awansem z 14 lipca |
| 14 lipca    | Unia Leszno                 | 49:41 | Polonia Bydgoszcz         | |
| 14 lipca    | Atlas Wrocław               | 48:42 | Adriana Toruń             | |
| 14 lipca    | Marma Rzeszów               | 71:18 | Unia Tarnów               | |
| 15 lipca    | Adriana Toruń               | 45:45 | Unia Leszno               | z 2 lipca – start A. Miedzińskiego w IMŚJ                                                                                                  |
| 30 lipca    | Polonia Bydgoszcz           | 48:42 | Atlas Wrocław             | |
| 30 lipca    | Włókniarz Częstochowa       | 49:41 | Marma Rzeszów             | |
| 30 lipca    | Unia Tarnów                 | 51:39 | Unia Leszno               | |
| 30 lipca    | Adriana Toruń               | 63:27 | RKM Rybnik                | |

## Runda finałowa

### Grupa mistrzowska
Tabela
| Poz. | Drużyna                       | M  | Z  | R | P  | B | Pkt | +/-  |
| ---- | ----------------------------- | -- | -- | - | -- | - | --- | ---- |
| 1    | Atlas Wrocław (M)             | 20 | 16 | 0 | 4  | 9 | 41  | +242 |
| 2    | Złomrex-Włókniarz Częstochowa | 20 | 12 | 1 | 7  | 6 | 31  | +87  |
| 3    | Budlex-Polonia Bydgoszcz      | 20 | 9  | 1 | 10 | 5 | 24  | +52  |
| 4    | Unia Tarnów                   | 20 | 9  | 0 | 11 | 3 | 21  | −161 |

Terminarz i wyniki
| Data        | Gospodarz             | Wynik | Gość                          | Uwagi |
| ----------- | --------------------- | ----- | ----------------------------- | ----- |
| 13 sierpnia | Atlas Wrocław         | 54:35 | Budlex Polonia Bydgoszcz      |       |
| 13 sierpnia | Unia Tarnów           | 39:51 | Złomrex Włókniarz Częstochowa |       |
| 20 sierpnia | Włókniarz Częstochowa | 43:47 | Atlas Wrocław                 |       |
| 20 sierpnia | Polonia Bydgoszcz     | 53:36 | Unia Tarnów                   |       |
| 27 sierpnia | Atlas Wrocław         | 64:26 | Unia Tarnów                   |       |
| 27 sierpnia | Polonia Bydgoszcz     | 55:33 | Włókniarz Częstochowa         |       |
| 10 września | Unia Tarnów           | 41:49 | Atlas Wrocław                 |       |
| 10 września | Włókniarz Częstochowa | 49:41 | Polonia Bydgoszcz             |       |
| 15 września | Polonia Bydgoszcz     | 35:55 | Atlas Wrocław                 |       |
| 15 września | Włókniarz Częstochowa | 60:29 | Unia Tarnów                   |       |
| 24 września | Atlas Wrocław         | 43:47 | Włókniarz Częstochowa         |       |
| 24 września | Unia Tarnów           | 47:43 | Polonia Bydgoszcz             |       |

### Grupa spadkowa
Tabela
| Poz. | Drużyna                     | M  | Z  | R | P  | B | Pkt | +/-  |
| ---- | --------------------------- | -- | -- | - | -- | - | --- | ---- |
| 5    | Unia Leszno                 | 20 | 10 | 1 | 9  | 6 | 27  | +51  |
| 6    | Marma Polskie Folie Rzeszów | 20 | 11 | 0 | 9  | 4 | 26  | +56  |
| 7    | Adriana Toruń               | 20 | 10 | 1 | 9  | 4 | 25  | +57  |
| 8    | RKM Rybnik (S)              | 20 | 1  | 0 | 19 | 0 | 2   | −384 |

Terminarz i wyniki
| Data        | Gospodarz                   | Wynik | Gość          | Uwagi                                                                         |
| ----------- | --------------------------- | ----- | ------------- | ----------------------------------------------------------------------------- |
| 13 sierpnia | Unia Leszno                 | 51:39 | RKM Rybnik    |                                                                               |
| 13 sierpnia | Marma Polskie Folie Rzeszów | 62:27 | Adriana Toruń |                                                                               |
| 20 sierpnia | Adriana Toruń               | 50:40 | Unia Leszno   |                                                                               |
| 20 sierpnia | RKM Rybnik                  | 39:51 | Marma Rzeszów |                                                                               |
| 27 sierpnia | Unia Leszno                 | 49:41 | Marma Rzeszów |                                                                               |
| 27 sierpnia | RKM Rybnik                  | 36:54 | Adriana Toruń |                                                                               |
| 2 września  | RKM Rybnik                  | 34:56 | Unia Leszno   | awansem z 15 września, ponieważ 17 września w Rybniku odbędzie się finał DMŚJ |
| 10 września | Marma Rzeszów               | 47:43 | Unia Leszno   |                                                                               |
| 10 września | Adriana Toruń               | 58:32 | RKM Rybnik    |                                                                               |
| 15 września | Adriana Toruń               | 50:40 | Marma Rzeszów |                                                                               |
| 24 września | Unia Leszno                 | 54:36 | Adriana Toruń |                                                                               |
| 24 września | Marma Rzeszów               | 51:39 | RKM Rybnik    |                                                                               |

## Tabela końcowa
| Ekstraliga 2006 | Ekstraliga 2006                                  |
| --------------- | ------------------------------------------------ |
|                 | Atlas Wrocław Drużynowy Mistrz Polski (4. tytuł) |
|                 | Złomrex-Włókniarz Częstochowa                    |
|                 | Budlex Polonia Bydgoszcz                         |
| 4.              | Unia Tarnów                                      |
| 5.              | Unia Leszno                                      |
| 6.              | Marma Polskie Folie Rzeszów                      |
| 7.              | Adriana Toruń Baraż o utrzymanie                 |
| 8.              | RKM Rybnik Spadek do 1. Ligi żużlowej            |

## Baraże o utrzymanie
Zgodnie zasadami, w barażu bierze udział siódma drużyna Ekstraligi i wicemistrz I ligi.
| Data            | Gospodarz                | Wynik | Gość                     | Uwagi                                      |
| --------------- | ------------------------ | ----- | ------------------------ | ------------------------------------------ |
| 8 października  | Intar Lazur Ostrów Wlkp. | 40:50 | Adriana Toruń            |                                            |
| 15 października | Adriana Toruń            | 58:32 | Intar Lazur Ostrów Wlkp. | Adriana Toruń utrzymała się w Ekstralidze. |